# 1078

## Esdeveniments
Països Catalans
Resta del món
- Formulació d'una prova ontològica de l'existència de Déu per Anselm de Canterbury.

## Naixements
Països Catalans
- Ermengol V d'Urgell, comte d'Urgell a Mollerussa

Resta del món

## Necrològiques
Països Catalans
Resta del món